# Persone di nome Giovanni/Principi
| Questa pagina contiene informazioni ricavate automaticamente dalle voci biografiche con l'ausilio del template Bio e di un bot. L'aggiornamento è periodico e automatico e ricostruisce completamente la pagina. Se manca una persona in questa lista, sei pregato di non aggiungerla, ma accertati piuttosto che la sua voce biografica contenga il template Bio e che i dati anagrafici siano correttamente compilati. Se il template Bio manca, inseriscilo tu stesso o, in alternativa, metti l'avviso {{tmp\|Bio}} che ne segnala la mancanza. Se i dati riportati sono sbagliati, correggi direttamente la voce biografica; le modifiche saranno visibili in questa lista entro pochi giorni. Per chiarimenti vedi il progetto antroponimi. La lista contiene solo le 56 persone che sono citate nell'enciclopedia e per le quali è stato implementato correttamente il template Bio. Pagina aggiornata al 22 lug 2025. |

Questa è una lista di persone presenti nell'enciclopedia che hanno il nome Giovanni e sono principi.

## A(5)
- Giovanni Giorgio II di Anhalt-Dessau, principe tedesco (Dessau, n. 1627 - Berlino, † 1693)
- Giovanni Giorgio I di Anhalt-Dessau, principe (Harzgerode, n. 1567 - Dessau, † 1618)
- Giovanni Luigi II di Anhalt-Zerbst, principe (Dornburg, n. 1688 - Zerbst, † 1746)
- Giovanni Luigi I di Anhalt-Zerbst, principe (Zerbst, n. 1656 - Dornburg, † 1704)
- Giovanni Asen Zaccaria, principe (Roma, † 1469)

## C(1)
- Giovanni Cantacuzeno, principe bizantino

## D(16)
- Giovanni I Giuseppe del Liechtenstein, principe austriaco (Vienna, n. 1760 - Vienna, † 1836)
- Giovanni Carlo del Palatinato-Birkenfeld-Gelnhausen, principe tedesco (Bischweiler, n. 1638 - Gelnhausen, † 1704)
- Giovanni Manuele d'Aviz, principe portoghese (Évora, n. 1537 - Lisbona, † 1554)
- Giovanni di Coimbra, principe portoghese (Portogallo, n. 1431 - Nicosia, † 1457)
- Giovanni Aloisio I di Oettingen-Spielberg, principe tedesco (Oettingen in Bayern, n. 1707 - Oettingen in Bayern, † 1780)
- Giovanni Guglielmo Friso d'Orange, principe (Dessau, n. 1687 - Moerdijk, † 1711)
- Giovanni Augusto Carlo di Wied, principe (Neuwied, n. 1779 - Neuwied, † 1836)
- Giovanni d'Aragona, principe (n. 1330 - Bilbao, † 1358)
- Giovanni Casimiro di Anhalt-Dessau, principe tedesco (Dessau, n. 1596 - Dessau, † 1660)
- Giovanni VI di Anhalt-Zerbst, principe tedesco (Zerbst, n. 1621 - Zerbst, † 1667)
- Giovanni di Castiglia, principe (Siviglia, n. 1262 - Pinos Puente, † 1319)
- Giovanni II di Empúries, principe (n. 1375 - † 1401)
- Giovanni di Lussemburgo, principe lussemburghese (Betzdorf, n. 1957)
- Giovanni Francesco Desiderato di Nassau-Siegen, principe tedesco (Nozeroy, n. 1627 - Roermond, † 1699)
- Giovanni Ernesto di Nassau-Weilburg, principe tedesco (Weilburg, n. 1664 - Heidelberg, † 1719)
- Giovanni Aloisio II di Oettingen-Spielberg, principe tedesco (Schwendi, n. 1758 - Neuburg an der Donau, † 1797)

## G(19)
- Giovanni I di Salerno, principe longobardo († 1007)
- Giovanni II di Salerno, principe longobardo
- Giovanni di Sassonia, principe (Meißen, n. 1468 - Schweinitz, † 1532)
- Giovanni di Schleswig-Holstein-Sonderburg, principe danese (Haderslev, n. 1545 - Glücksburg, † 1622)
- Giovanni di Valois, principe francese (Parigi, n. 1398 - Compiègne, † 1417)
- Giovanni Federico di Schwarzburg-Rudolstadt, principe tedesco (Rudolstadt, n. 1721 - Rudolstadt, † 1767)
- Giovanni II di Meclemburgo, principe (n. 1250 - † 1299)
- Giovanni III di Meclemburgo, principe (n. 1266 - † 1289)
- Giovanni V di Meclemburgo, principe (n. 1418 - † 1442)
- Giovanni I di Werle, principe (n. 1245 - † 1283)
- Giovanni II di Werle, principe († 1337)
- Giovanni V di Werle, principe
- Giovanni VII di Werle, principe (n. 1375 - † 1414)
- Giovanni III di Werle, principe († 1352)
- Giovanni IV di Werle, principe († 1374)
- Giovanni VI di Werle, principe
- Giovanni Sigismondo Vasa, principe polacco (Varsavia, n. 1652 - Varsavia, † 1652)
- Giovanni Giorgio I di Sassonia, principe (Dresda, n. 1585 - Dresda, † 1656)
- Giovanni di Foix-Étampes, principe (Étampes, † 1500)

## H(2)
- Giovanni I di Brandeburgo, principe tedesco (Ansbach, n. 1455 - Arneburg, † 1499)
- Giovanni X di Holstein-Gottorp, principe (Castello di Gottorp, n. 1606 - Eutin, † 1655)

## L(4)
- Giovanni Adamo I del Liechtenstein, principe austriaco (Brno, n. 1662 - Vienna, † 1712)
- Giovanni Paolo Lascaris di Ventimiglia e Castellar, principe (Castellar, n. 1560 - Malta, † 1657)
- Giovanni Nepomuceno Carlo del Liechtenstein, principe austriaco (Vienna, n. 1724 - Vyškov, † 1748)
- Giovanni di Lusignano, principe († 1375)

## O(2)
- Giovanni Aloisio III di Oettingen-Spielberg, principe tedesco (Oettingen in Bayern, n. 1788 - Monaco di Baviera, † 1855)
- Giovanni II di Schleswig-Holstein-Haderslev, principe danese (Haderslev, n. 1521 - Haderslev, † 1580)

## P(1)
- Giovanni Battista Pamphili, II principe di San Martino al Cimino e Valmontone, principe italiano (Roma, n. 1648 - Roma, † 1709)

## S(4)
- Giovanni Guglielmo di Sassonia-Coburgo-Saalfeld, principe e militare (Coburgo, n. 1726 - Hohenfriedberg, † 1745)
- Giovanni Ernesto di Sassonia-Weimar, principe e compositore tedesco (Weimar, n. 1696 - Francoforte sul Meno, † 1715)
- Giovanni Stewart, conte di Mar, principe scozzese (n. 1479 - † 1503)
- Giovanni Stewart, conte di Mar, principe scozzese (n. 1456 - Edimburgo, † 1479)

## T(2)
- Giovanni di Trastámara, principe (Siviglia, n. 1478 - Salamanca, † 1497)
- Giovanni Battista Tommasi, principe italiano (Cortona, n. 1731 - Catania, † 1805)